# Transcaspien
Le Transcaspien est une voie ferrée traversant le Turkménistan  et l'Ouzbékistan. Il relie Türkmenbaşy, sur la mer Caspienne à l'ouest, à Samarcande à l'est, en traversant notamment Achgabat, Merv et Boukhara.

## Histoire
La construction du Transcaspien a débuté en 1880 sous l'action de l'armée tsariste. Le projet avait en effet avant tout une fonction stratégique dans cette partie de l'Empire soumise à des troubles : l'acheminement rapide des troupes pour la conquête du Turkestan. 
À l'initiative du général russe Skobelev, la ligne est construite à partir de la mer Caspienne  : golfe de Mikhaïlovsk, puis Ouzoun-Ada, vers  le fort de Ghéok-Tépé. Puis, sous le contrôle du général Annenkov, elle est prolongée vers la ville d'Achgabat en 1885, Merv et Tchardjoui en 1886. En 1888 elle atteint Samarcande. La ligne fait 1434 kilomètres (1344 verstes).

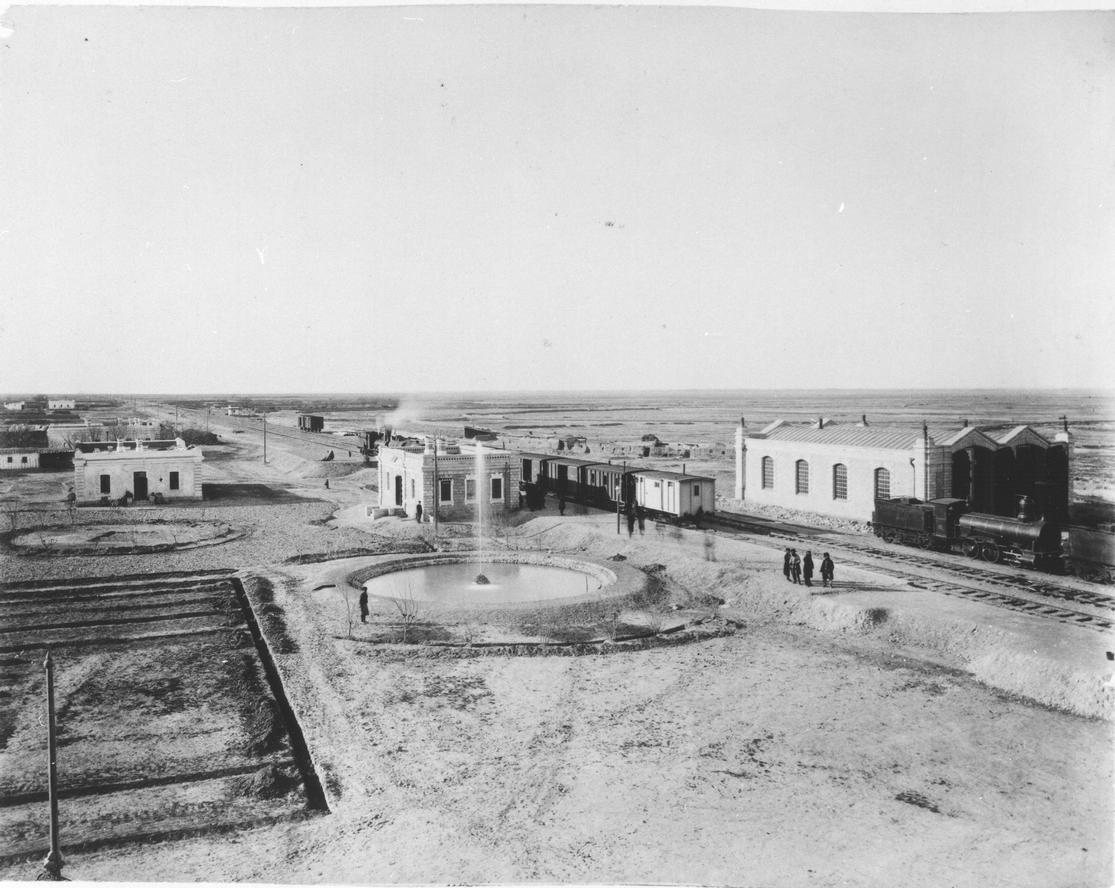
La gare de Bäherden sur le Transcaspien (vers 1890).